# Sports Emmy Awards
Les Sports Emmy Awards sont des récompenses de télévision décernées par la National Academy of Television Arts & Sciences en l'honneur de l'excellence dans les programmes de sport diffusés à la télévision américaine, incluant les séries liées au sport, les couvertures d'évènements en direct et les commentateurs sportifs.
La cérémonie se tient généralement au printemps suivant l'année de diffusion des programmes, où sont décernées toutes les récompenses des Sports Emmys (programmes) et Creative Arts Sports Emmys (équipes techniques), contrairement aux Primetime et Daytime Emmys, qui font l'objet de deux cérémonies distinctes.

## Historique
Le premier Emmy pour la « meilleure couverture sportive » fut décernée au cours de la 2e cérémonie des Primetime Emmy Awards en 1950, où KTLA, une chaîne de télévision locale basée à Los Angeles, remporta l'Emmy pour sa couverture d'une compétition de lutte. L'année suivante, une autre chaîne de télévision locale, KNBH, remporta l'Emmy pour la couverture des Rams de Los Angeles, une compétition de football américain. Au cours de la 7e cérémonie des Primetime Emmy Awards en 1955, NBC devint le premier réseau majeur à remporter un Sports Emmy Award pour sa série Gillette Cavalcade of Sports.
En 1979, une cérémonie récompensant exclusivement les évènements sportifs diffusés à la télévision se déroula au Rainbow Room de New York. La 9e cérémonie des Sports Emmy Awards de 1988 devint la première cérémonie des Sports Emmys à être retransmise à la télévision par Raycom Sports.

## Sports Emmy Awards
- Meilleur programme de sport en direct
- Meilleure série de sport en direct
- Meilleur revirement en direct
- Meilleur documentaire sportif
- Meilleur programme en studio - Quotidien
- Meilleur programme en studio - Hebdomadaire
- Meilleure personnalité du sport - Présentateur en studio
- Meilleure personnalité du sport - Présentateur en direct
- Meilleure personnalité du sport - Analyste en studio
- Meilleure personnalité du sport - Analyste en direct
- Meilleure équipe technique
- Meilleure réalisation
- Meilleur montage

...
- Sports Lifetime Achievement Award